# Раджаби, Лейла
Лейла Раджаби (перс. لیلا رجبی‎), урождённая Татьяна Илющанка,  18 апреля 1983, Витебск, Белорусская ССР, СССР) — белорусская и иранская легкоатлетка, толкательница ядра, призёрка чемпионатов Азии и Азиатских игр.
В 2002 году заняла 5-е место на чемпионате мира среди юниоров. В 2002 году стала серебряной призёркой Кубка Европы.
В 2007 году вышла замуж за иранского спортсмена Пеймана Раджаби, приняла ислам и сменила имя на «Лейла»; с тех пор выступает за Иран. В 2009 году завоевала бронзовую медаль чемпионата Азии и золотую медаль Азиатских игр в помещениях. В 2010 году выиграла чемпионат Азии в помещении. В 2011 году вновь стала бронзовой призёркой чемпионата Азии. В 2012 году завоевала серебряную медаль чемпионата Азии в помещении, но на Олимпийских играх в Лондоне заняла лишь 21-е место. В 2013 году стала серебряной призёркой чемпионата Азии. В 2014 году завоевала серебряную медаль Азиатских игр.